# 中國駐朝鮮大使館
中华人民共和国驻朝鲜民主主义人民共和国大使馆（：／*/?），简称中国驻朝鲜大使馆，是中華人民共和國對朝鲜民主主义人民共和国設置的外交代表機構，中國駐朝鲜大使為館長。館址位於朝鲜首都平壤牡丹峰区长村洞（Kinmaul-dong,Moranbong District, Pyongyang）。

## 机构设置
根据有关规定，中国驻朝鲜大使馆设置下列机构：

### 内设机构
- 政治处
- 新闻和公共外交处
- 武官处
- 经商处
- 文化处
- 教育组
- 科技组
- 领事部
- 办公室

### 总领事馆
- 中国驻清津总领事馆